# Eduard I de Portugal
Eduard I de Portugal (Duarte I de Portugal o Dom Duarte en portuguès; Viseu, 9 d'octubre de 1438 - Tomar, 9 de setembre de 1438), dit l'Eloqüent, va ser rei de Portugal de 1433 a 1438, segon representant de la casa d'Avís.

## Orígens familiars
Fill segon del rei Joan I de Portugal i la seva esposa Felipa de Lancaster, va néixer a Viseu el 31 d'octubre de 1391.
Era rebesnet per línia materna d'Eduard III d'Anglaterra i fou germà d'Enric el Navegant.

## Infant de Portugal i príncep hereu
Com a príncep hereu, l'infant Eduard va seguir al seu pare en els assumptes del regne. Va ser nomenat cavaller el 1415 després de la captura portuguesa de la ciutat de Ceuta i es va convertir en rei el 1433, el segon de la Dinastia Avís, i aviat va mostrar interès per aconseguir un consens intern. Durant el seu curt regnat, Eduard va convocar les Corts no menys de cinc vegades per a discutir els assumptes interns i temes polítics. També va seguir amb la política del seu pare sobre les exploració marítima a Àfrica. Va animar i finançar el seu germà, Enric el Navegant que va fundar una escola de navegació marítima a Sagres i que va fou l'iniciador de nombroses expedicions; entre elles la de Gil Eanes que l'any 1434 va envoltar per primera vegada el cap Bojador.
La colònia de Ceuta es va convertir ràpidament en un problema per al tresor portuguès i es va considerar que sense el control de Tànger la seva possessió no tenia cap sentit. Poc després que els portuguesos prenguessin possessió de Ceuta, les caravanes de camells van començar a utilitzar la ciutat de Tànger com punt de destinació. Això va fer que Ceuta es quedés sense els béns i materials que la convertien en un mercat atractiu i va convertir-la en una comunitat aïllada.
El 1437, els germans del rei, Enric el Navegant i Ferran el Sant, van persuadir Eduard I perquè llancés un atac per aconseguir una base millor amb la vista posada a les futures expedicions africanes. L'expedició no va comptar amb un suport unànime, ja que alguns nobles es van mostrar en contra. L'atac a Tànger va ser un èxit però va costar un gran nombre de baixes entre els soldats portuguesos. El germà menor d'Eduard, Ferran el Sant, va ser fet presoner i va morir a la presó de Fes.
Gran amant de la literatura, va tenir una rica biblioteca amb llibres bíblics, segons sembla traduïts al portuguès o alguna altra llengua vulgar, una text troià anomenat Historia de Troya, per aragoes, segurament una traducció aragonesa de la Historia destructionis Troiae de Guido delle Colonne. Ell mateix escrigué Livro da ensinança de bem cavalgar toda sela, on fa apologia de la vida guerrera, i Leal conselheiro, una col·lecció de màximes morals i reflexions filosòfiques.
Eduard I va morir poc després, el 13 de setembre de 1438, víctima de la pesta negra que ja havia matat el seu pare i la seva mare.

## Núpcies i descendents
Va concertar matrimoni amb Elionor d'Aragó, filla de Ferran I d'Aragó i d'Elionor d'Alburquerque. Els acords es van fer el 1428, entre el germà de la núvia, Alfons V, i els representants del rei, l'infant Eduard i Pedro de Noronha, arquebisbe de Lisboa, presents a València durant el casament per poders, celebrat el 22 de setembre de 1428.
Del matrimoni van néixer nou fills:
- Joan (1429-1433)
- Felipa (1430-1439)
- Maria (1432)
- Alfons (1432-1481), rei de Portugal
- Ferran (1433-1470), duc de Viseu
- Elionor (1434-1467), emperadriu consort
- Eduard (1435)
- Caterina (1436-1463), religiosa
- Joana (1439-1475), reina consort de Castella

Va tenir un fill amb Joana Manuel, filla del comte de Sintra:
- João Manuel (ca. 1416-1476), bisbe de Ceuta i Guarda